# Pallacanestro Cantù
Pallacanestro Cantù, talijanski košarkaški tim sa sjedištem u Cantùu, osnovan 1936. Klupske boje su bijela i mornarsko-plava, a njihova dvorana je Palasport Pianella.

## Prijašnja sponzorska klupska imena
- Orsonda
- Forst
- Gabetti
- Squibb
- Ford
- Jollycolombani
- Arexons
- Wiwa Vismara
- Clear
- Polti
- Vertical Vision

## Uspjesi
Kup prvaka
- Pobjednik: 1982., 1983.

Kup pobjednika kupova
- Pobjednik: 1977., 1978., 1979., 1981.
- Finalist: 1980.

Kup Radivoja Koraća
- Pobjednik: 1973., 1974., 1975., 1991.
- Finalist: 1989.

Interkontinentalni kup
- Ponjednik: 1975., 1982.

Prvenstvo Italije:
- Prvak: 1968., 1975., 1981.
- Doprvak: 1980.

Kup Italije
- Finalist: 1997., 2003.

Superkup Italije:
- Pobjednik: 2003.

## Vanjske poveznice
- Pallacanestro Cantù